# 카이다츠키 다리

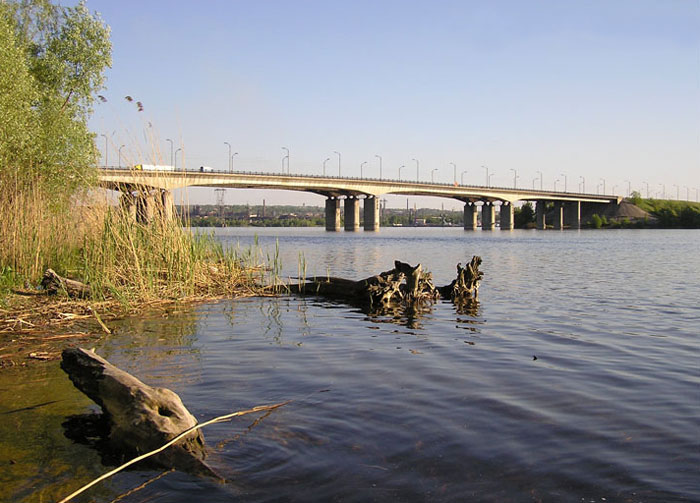
카이다츠키 다리

카이다츠키 다리(우크라이나어: Кайдацький міст)는 우크라이나 드니프로를 가로지르는 다리로 전체 길이는 1,732m, 너비는 26m이다. 드네프르강(드니프로강) 우안에 위치한 노보코다츠키구와 좌안에 위치한 아무르니주뇨드니프로우스키구를 연결하며 유럽 고속도로 50호선의 키예프-도네츠크 구간을 형성한다.
1975년에 드네프르강 우안과 좌안 간의 교통 환경을 개선하기 위한 차원에서 공사가 시작되었으며 1982년에 개통되었다. 이 다리의 개통으로 드네프르강 좌안 지대의 주택 건설을 촉진하는 기회를 마련했다.